# جرمی دایسون
جرمی دایسون (انگلیسی: Jeremy Dyson؛ زادهٔ ۱۴ ژوئن ۱۹۶۶) نویسنده، فیلم‌نامه‌نویس، مؤلف و موسیقی‌دان اهل بریتانیا است. وی از سال ۱۹۹۳ میلادی تاکنون مشغول فعالیت بوده‌است.
از فیلم‌ها یا مجموعه‌های تلویزیونی که وی در آن‌ها نقش داشته‌است، می‌توان به فانلند و داستان‌های ارواح اشاره نمود.